# 교향곡 3번 (멘델스존)
《교향곡 3번 가단조 “스코틀랜드” 작품번호 56》는 펠릭스 멘델스존의 교향곡이다. 멘델스존은 스코틀랜드를 여행하던 1829년에 작곡을 시작하였으나 도중에 교향곡 4번 등을 작곡하는 등, 1842년에야 베를린에서 완성하였다. 그의 사후에 출판된 교향곡 4번, 5번보다도 늦게 작곡된 것이나, 단지 출판 순서에 따라서 ‘3번’으로 번호가 매겨졌다. 1842년 3월 3일에 라이프치히에서 게반트하우스 오케스트라와 멘델스존의 지휘로 초연되었으며, 1843년에 영국의 빅토리아 여왕에게 헌정되었다.
두 번째 악장에는 스코틀랜드 민요의 주제가 등장한다.

## 악기 편성
플루트2, 오보에2, 클라리넷2, 바순2, 호른4, 트럼펫2, 팀파니, 현악 5부

## 구성

### 제1악장
안단테 콘 모토 - 알레그로 운 포코 아지타토 (Andante con moto - Allegro un poco agitato) 가단조 3/4박자 ~ 6/8박자 소나타 형식.
서주부는 명상적이고, 연민의 정감이 잔잔히 여울지는 서주 주제가 오보에, 비올라, 클라리넷 등에 의해 노래된다. 이 주제는 작곡가가 홀리루드의 옛 성을 찾았을 때 착상한 것으로서 회고적인 환상이 이 속에서 느껴진다.
주부는 첫머리에 클라리넷, 바이올린, 비올라 등에 의해 속삭이는 듯 노래하는 제1주제는 애수롭고 유려한 것으로서 스코틀랜드 무곡의 흔적도 느껴지고, 멘델스존 나름의 독특한 아름다움에 넘치고 있다. 이것은 점차 힘차게 되어 빛나는 아사이 아니마토의 힘찬 투티로 접어들어 잠시 흥분을 나타내다가, 이윽고 일전하여 클라리넷은 사랑스런 제2주제를 e단조로 노래한다. 이 제2주제의 반주에는 제1주제의 동기가 쓰여 지고 있으며, 제1주제와 제2주제와의 대립감을 부드럽게 하는 것은 제법 색다른 수법이다. 이것 역시 고조를 보이다가 아름다운 선율의 부주제를 내고는 제시부를 끝낸다(제시부는 반복한다). 전개부는 영탄적인 피아니시모의 제1주제의 동기로 시작되고 각 주제는 각기 색채적인 변화를 보이면서 전개된다. 재현부는 제1, 제2(여기선 a단조)의 양주제와 부주제를 소나타 형식 그대로 재현한다. 이러한 스코틀랜드의 정경 같은 추억은 여기서 느닷없이 태풍 같은 정경을 불러일으킨다. 이것이 피아니시모로 진정되면 안단테로 되고 서주의 선율이 또다시 회상처럼 조용히 후주로 나타난다. 곡은 계속해서 제2악장으로 이어진다.

### 제2악장
비바체 논 트로포 (Vivace non troppo) 바장조 2/4박자 소나타 형식.
이 악장은 소나타 형식이기는 하나 극히 간략하며 성격과 내용에서 보자면 스케르초로도 볼 수 있다. 보통 고전적 교향곡도 이 제2악장에 유연한 악장을 두고 다음의 제3악장에 미뉴에트나 스케르초를 두는 것인데, 여기서는 베토벤 합창9교향곡과 같이 제2악장이 스케르초로 되어 있다. 이것은 제1악장의 끝에 안단테의 후주를 두었으므로, 제2악장이 안단테로선 변화가 없는 것처럼 되기 때문이다. 이 악장은 스코틀랜드의 민요풍이며 지방색이 짙은 제1주제가 먼저 클라리넷으로부터 나온 다음에 각 악기로 이어진다. 제2주제는 현악기가 스타카토로 연주하는 하강 음형인데, 이것 역시 스코틀랜드의 선율적인 리듬을 갖추고 있다.
제시부는 반복하지 않고 소규모의 전개부와 다소 축소된 재현부는 대체로 소나타 형식으로 진행되지만 제1악장이 지닌 밝은 기분이 전체를 유도하고 있어 고원과 호수의 마을에 사는 스코틀랜드 농민들의 소박한 무도를 나타내는 듯하다. 이 악장도 역시 쉬지 않고 곧바로 제3악장으로 이어진다.

### 제3악장
아다지오 라단조 2/4박자 소나타 형식.
짧은 서주로 시작되는데, 이 최초의 마디에 이 악장의 싹이 담겨져 있다. 제1바이올린이 이 악장의 제1주제를 시작하면, 호른이 그것을 받아서 제2주제의 리듬형으로 응답한다. 9마디의 서주 뒤에, A장조 2/4박자의 주부로 들어가 우울하면서도 아름다운 제1주제가 칸타빌레로 노래된다. 제2주제는 클라리넷, 파곳, 호른으로 어둡고 엄숙한 발걸음처럼 연주되고, 그것은 점점 악기의 수를 불려 가면서 정점에 이른다. 이 곡의 전개부는 14마디로 극히 짧고, 재현부에서 다시 제1과 제2 주제가 장중하게 나타나 회상하는 듯한 종결 악절로 끝난다. 쓸쓸하고 적막한 산과 들이나 무성한 숲, 활량한 옛성의 조망 등을 생각게 하는 악장이다. 끊기지 않고 제4악장으로 이어진다.

### 제4악장
제4악장은 주부와 코다 2부분으로 나누어져 있다.
주부
알레그로 비바치시모 가단조 2/2박자 소나타 형식.
바이올린에 의해 처음부터 힘차게 소리 내는 전투적인 제1주제와 그것을 받는 오보에에 의한 활기찬 제2주제의 소나타 형식으로 되어 있다. 이들의 주제는 하일랜드 지방의 황량한 풍경이라든가 또 전통적으로 거칠고 호전적인 주민들의 성품 등을 표현해 낸 것 같다. 그리고 제2주제는 듣는 이로 하여금 코다에의 준비를 느끼게 한다.
코다
알레그로 마에스토소 아사이, 가장조 6/8박자
코다에선 제1악장의 서주 주제에서 파생된 새로운 선율이 흡사 승리를 축하하는 남성 합창처럼 높이 노래된다. 멘델스존은 이러한 방법으로 4개의 악장을 전체의 하나로 마무리했고, 또 제1악장의 중요함이 손상되지 않게 제4악장에 전곡의 클라리맥스를 쌓아 올리는 데 성공한 것이다.